# Flunch

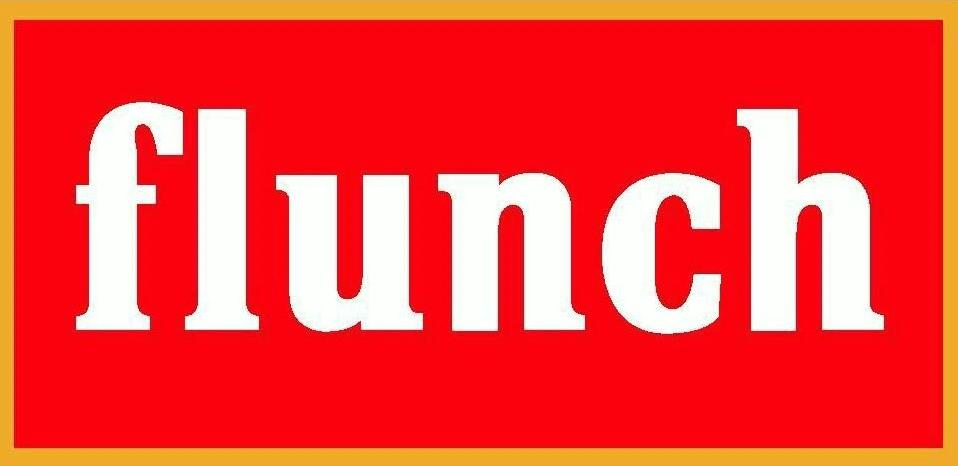
Das Logo der Kette

Flunch ist eine französische Schnellrestaurantkette mit Sitz in Villeneuve-d’Ascq, Département Nord, deren System auf dem „All you can eat“-Prinzip beruht.

## Geschichte und Daten
Die Kette unterhält Geschäfte in Frankreich, Spanien, Italien und Polen. Das erste Restaurant eröffnete 1971. Ende 2015 waren es 286 Restaurants, 256 (2017) davon in Frankreich. Davon werden 86 Restaurants als Franchising  betrieben. Die Kette gehört zur Mulliez-Gruppe, die auch als Association Familiale Mulliez (AFM) bezeichnet wird.

## Konzept
Der Gast bei „Flunch“ kann eine Hauptspeise seiner Wahl essen und Beilagen wie Nudeln, Bohnen oder Pommes frites frei wählen. Hauptspeisen und Beilagen orientieren sich an der traditionellen französischen Küche. Die Beilagen können an einem Beilagenbuffet beliebig oft nachgefüllt werden. Ebenso bekommt man dort Eiswasser kostenlos. Das Dessert und der Salat werden an einem separaten Buffet angeboten und  müssen extra bezahlt werden. Eine Tischbedienung ist nicht vorgesehen.
Die Restaurants sind täglich geöffnet.